# Julius Schottländer

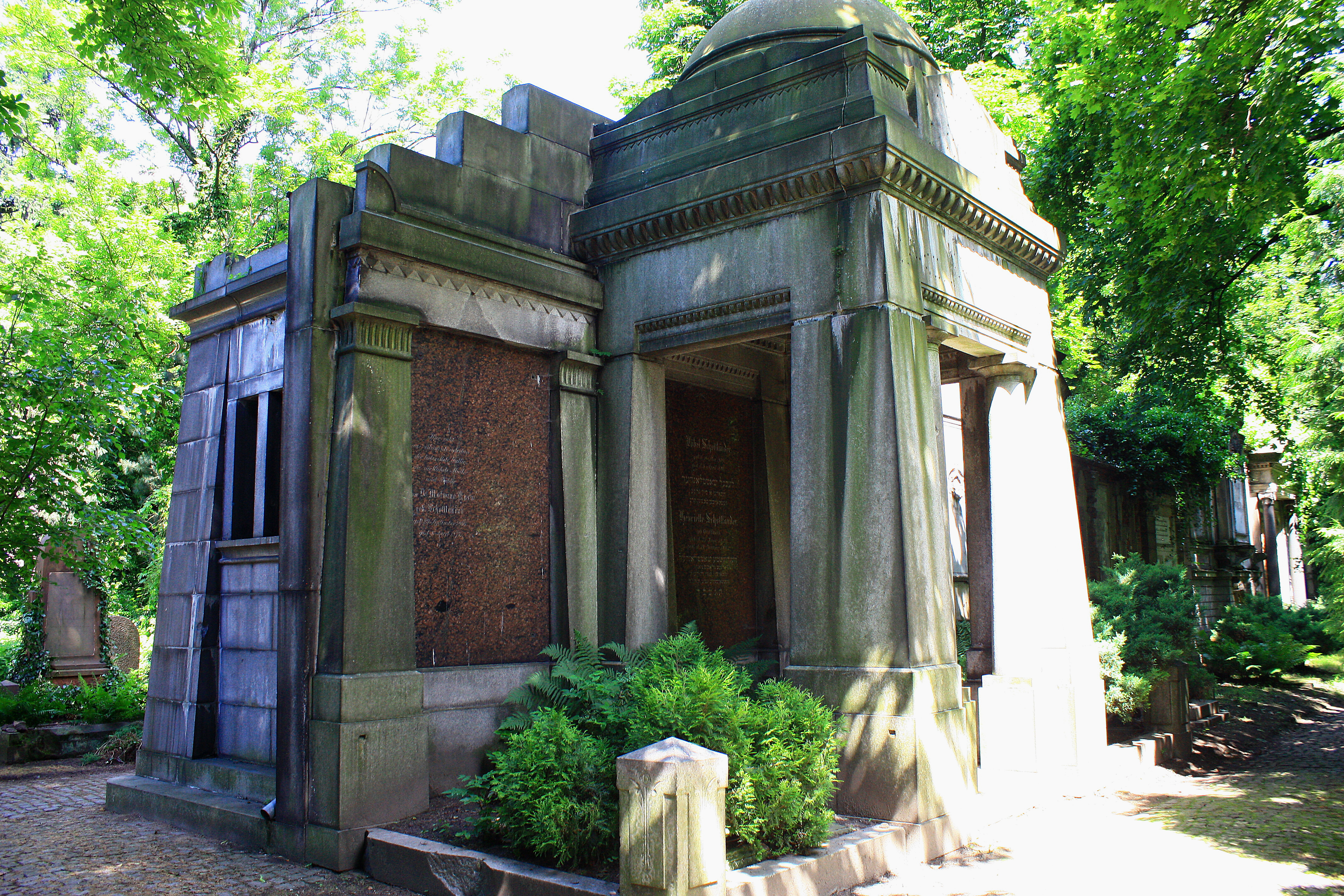
grób rodziny J.Schottländera

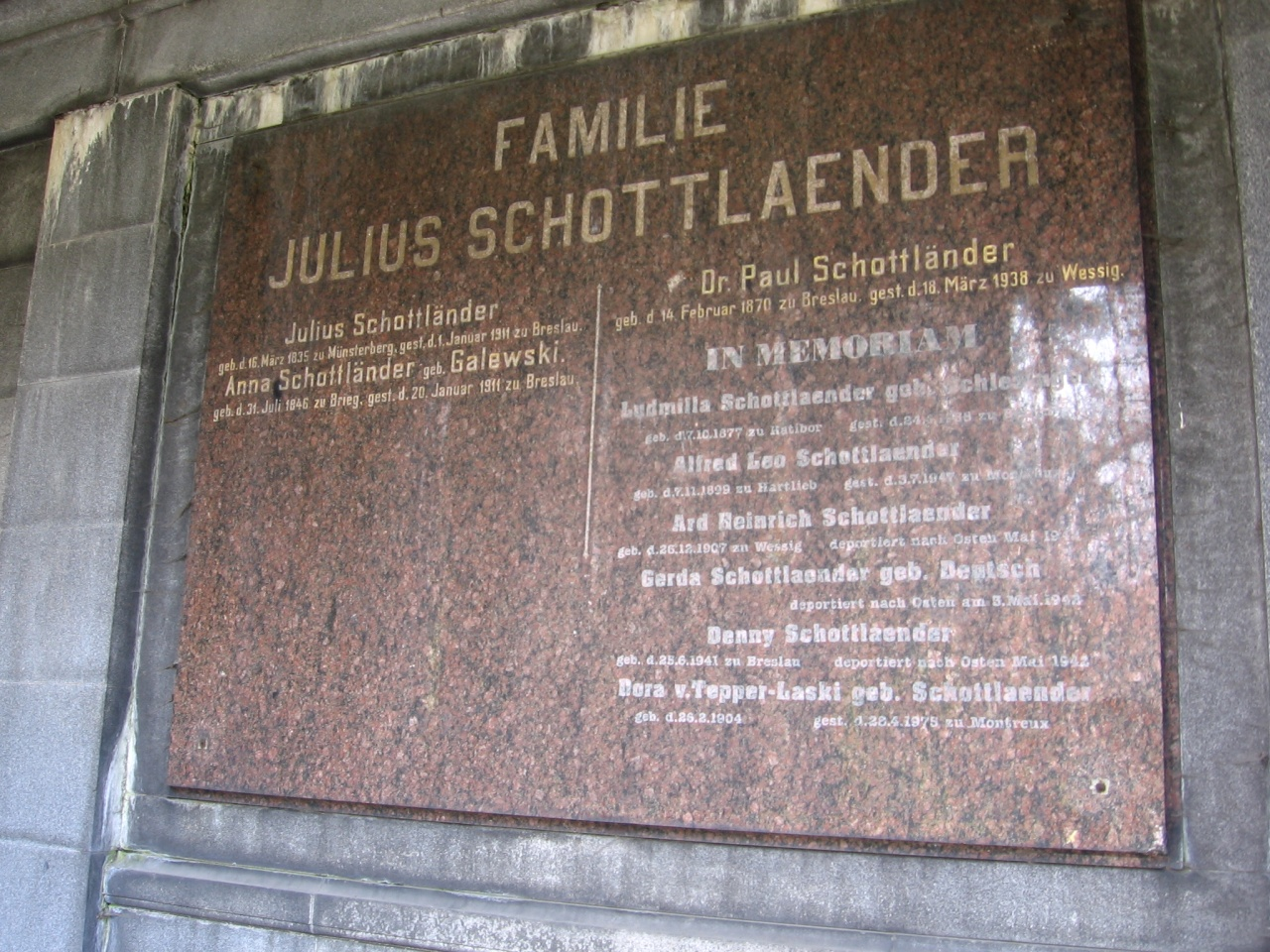
płyta nagrobna

Julius Schottländer (ur. 16 marca 1835 w Ziębicach, zm. 1 stycznia 1911 we Wrocławiu) – niemiecki kupiec, właściciel dóbr ziemskich i filantrop pochodzenia żydowskiego.

## Życiorys
Był synem kupca Löbela Schottländera i ojcem Paula Schottländera (1870–1938), mecenasa nauki, honorowego senatora Uniwersytetu Wrocławskiego. Po ukończeniu szkół rozpoczął działalność gospodarczą w rodzinnych Ziębicach jako handlarz wełną i zbożem. W 1859 założył ze swym szwagrem Louisem Pakully spółkę i przeniósł interesy do Wrocławia. W 1864 założył firmę handlową przy Karlstraße 2 (dziś Kazimierza Wielkiego). W latach 1864–1869 dzierżawił od miasta Młyn Średni (Mittel-Mühle – dziś nieistniejący, zlikwidowany w 1921; na jego miejscu przy dzisiejszym moście Pomorskim Południowym prowadzącym na Kępę Mieszczańską wybudowano w latach dwudziestych elektrownię wodną), w którym produkował olej spożywczy. Wkrótce zaczął skupować tereny w okolicy Wrocławia (m.in. we wsiach Kowale, Partynice, Wysoka, Suchy Dwór i innych), a także nieruchomości w mieście. Na kontrakcie zaopatrzeniowym dla szóstej armii pruskiej, który otrzymał w czasie wojny Prus z Austrią w 1866 i z Francją 1870–1871 wzbogacił się już na tyle, że mógł sobie bezpiecznie pozwolić na działalność filantropijną. Między innymi w części dóbr na południe od Wrocławia urządził park i przekazał w 1877 miastu (dziś Park Południowy), zatrzymując jako letnią posiadłość pobliskie tereny nad rzeką Ślęzą (dziś w pobliżu ul. Skrajnej na pograniczu Partynic i Kleciny), gdzie wybudował sobie rezydencję Villa Ehrlich. Darowizna ta wpłynęła w znacznym stopniu na rozbudowę Wrocławia w kierunku południowym.
Przez kolejne lata inwestował w przemysł – młyny, cukrownie, cegielnie, cementownie – oraz w nieruchomości, w tym także w rolnicze posiadłości ziemskie. Schottländer był jedynym w Prusach Żydem – właścicielem ordynacji ziemskiej. W Ziębicach założył park miejski.
W rejonie dzisiejszego placu Grunwaldzkiego, na miejscu dawnego ogrodu zimowego Josefa Krolla, rozpoczął zabudowę miejską wytyczając w latach 1875–1879 ulice, które od imienia syna i bliżej niezidentyfikowanej osoby z rodziny nazwał Paulstraße i Gertrudenstraße (dziś ulice Michała Wrocławczyka i Benedykta Polaka). W 1890 przebudował cukrownię na Sołtysowicach i wkrótce po tym wycofał się z aktywności inwestycyjnej w przemyśle, nie zaprzestając jednak działalności charytatywnej. Ustanowił fundację z przeznaczeniem wsparcia m.in. wrocławskich Żydów, a także ufundował w 1896 Żydowski Dom Starców i w 1903 Żydowski Dom sióstr szpitalnych, oba przy dzisiejszej Alei Wiśniowej. Do czasu dojścia do władzy nazistów w 1934 Julius Schottländer był patronem głównej ulicy wiodącej do jego majętności w południowej okolicy miasta Julius-Schottländer-Straße – dziś Karkonoskiej.
Juliusa Schottländera pochowano na Cmentarzu Żydowskim przy ul. Ślężnej we Wrocławiu w grobowcu, w którym wcześniej pochowano też jego rodziców Löbela i Henriettę, a później jego żonę Annę z domu Galewski (ur. 31 lipca 1846, zmarłą niespełna trzy tygodnie po mężu – 20 stycznia 1911), a następnie syna Paula.
Oddany do użytku w 1911 Dom Handlowy Juliusa Schottländera przy ul. Świdnickiej 32 róg placu Teatralnego nosił nazwę St. Hieronymus; przez pewien czas po wojnie jego wyższe kondygnacje zajmował akademik Uniwersytetu Wrocławskiego „Szklany Dom” z wejściem od pl. Teatralnego 8.